# Foday Sankoh
Foday Saybana Sankoh va ser el líder del Front Revolucionari Unit, RUF, durant els deu anys que va durar la Guerra civil de Sierra Leone.
Sankoh va néixer al districte de Tonkolili al centre de Sierra Leone. Era fill d'un pare d'ètnia Temne i d'una mare d'ètnia Loko. Va treballar com a càmera, fotògraf i caporal de l'exèrcit. Després de ser expulsat del país, abans d'haver estat un temps a la presó, per criticar el govern, es va unir a una guerrilla de Líbia recolzada per Moammar al-Gaddafi, on va entrenar-se militarment i aprendre a usar armes, a més de conéixer el Charles Taylor, futur aliat de les RUF que també formarà un grup rebel i lluitarà a Libèria.
Després de tornar a Sierra Leone, amb Abu Kanu i Rashid Mansaray van formar el Front Revolucionari Unit (RUF). El 23 de març del 1991, el RUF van llançar el seu primer atac al districte de Kaikahun al nord del país, l'àrea amb més diamants; són de seguida són notícia a causa dels atacs contra civils. El 1999, els acords de Lomé respecte a la guerra civil van crear una comissió parlamentària encarregada dels recursos miners i van estipular que Sankoh la presidís.